# Enispa oligochra
Enispa oligochra är en fjärilsart som beskrevs av Louis Beethoven Prout 1926. Enispa oligochra ingår i släktet Enispa och familjen nattflyn. Inga underarter finns listade i Catalogue of Life.